# Bakar
Bakar (italienska: Buccari, latin: Volcera) är en stad vid Kvarnerbukten i nordvästra Kroatien. Staden har 1 566 invånare 2001 och ligger i regionen Primorje i Primorje-Gorski kotars län. 

## Historia
Arkeologiska utgrävningar vid dagens Bakar visar att området i och omkring staden har varit bebott sedan bronsåldern. Där byn nu ligger låg tidigare den romerska bosättningen Volcera. Under 1200-talet användes olika benämningar för staden, däribland Bukar och Bkri. 1288 nämns staden för första gången i ett skrivet dokument. Dokumentet, den så kallade Vinodolkodexen, reglerar förhållandet mellan byns livegna bönder och stadens herrar, den kroatiska adelsfamiljen Frankopan. Under 1400-talet och fram till 1778 var Bakar helt i familjens Frankopans ägor och 1530 lät familjen uppföra en borg i staden. Borgen byggdes senare om till ett slott som kom att förvaltas av adelsfamiljen Zrinski. 1799 fick Bakar stadsprivilegier och staden tilldelades ett stadsvapen av den österrikiska kejsarinnan och kroatiska drottningen Maria Teresia. 1849 instiftades en sjöfartsakademi som därmed befäste stadens långa sjöfartstradition.

## Arkitektur
Förutom Frankopanborgen som uppfördes 1530 finns det en bykyrka i staden med en målning av den heliga treenigheten utförd av Girolamo da Santacroce. I kyrkan finns även ett krucifix från 1300-talet. I hembygdsmuseet finns det flera gravstenar och skulpturer från romartiden fram till medeltiden.